# Partaccia
Partaccia è una frazione del comune italiano di Massa, nella provincia di Massa-Carrara, in Toscana.

## Geografia fisica
Centro balneare situato lungo la costa apuana, è una delle località comprese nell'area urbana di Marina di Massa, confinando a nord con Marina di Carrara e a sud con la località di Ricortola.
È una zona con un'alta densità di campeggi e colonie.

## Monumenti e luoghi d'interesse

### Architetture religiose
In via delle Tortore è situata la chiesa di Nostra Signora di Fatima, edificio di culto della frazione, dipendente dalla parrocchia di Maria Santissima Madre della Chiesa di Ricortola. Inizialmente qui si trovava un oratorio risalente alla prima metà del XX secolo, che è stato ampliato tra il 1976 e il 1979 con una nuova navata e un'ala sinistra che ospita gli spazi parrocchiali. Si presenta con un aspetto semplice, ad aula rettangolare con abside conclusiva, ed è caratterizzato da un campanile a vela posto sul lato destro.

### Architetture civili
Nel territorio di Partaccia si trovano anche alcune strutture di pregio architettonico, quali l'ex colonia marina C.G.E. in via delle Pinete, la colonia C.R.I., la colonia Ugo Pisa, poi Opera Nazionale Maternità e Infanzia (1913-14), ma soprattutto la colonia marina Edoardo Agnelli (1933), già Torre Balilla, progettata da Vittorio Bonadè Bottino, nota per essere stata in passato il centro estivo destinato al soggiorno delle famiglie dei dipendenti FIAT.
Nella pineta al confine con il comune di Carrara è situata la Villa Corsi, storica residenza borghese sopravvissuta allo sviluppo edilizio circostante della seconda metà del Novecento, commissionata da Giulio Corsi negli anni tra il 1928 e il 1929 quale esempio di architettura eclettica con decorazioni liberty. Poco distante e caratterizzata dalle medesime qualità architettoniche è situata la Villa Belmare, edificata tra il 1929 e il 1931 per volere del grand'ufficiale carrarese Pietro Giovanni Lazzerini e progettata da Ugo Prayer Galletti, direttore dell'Accademia di belle arti di Carrara; passata in proprietà al podestà di Apuania nel 1938, vi rimase fino al 1944, finché dopo una serie di passaggi di proprietà non divenne l'Ostello Apuano, o ostello della gioventù, nei primi anni sessanta.